# Alchemilla multiloba
Alchemilla multiloba é uma espécie de rosácea do gênero Alchemilla, pertencente à família Rosaceae.